# Jakubher
Meruserre Jakub-Her ali Jakubher, znan tudi kot Jakbaal je bil faraon Starega Egipta, ki je vladal v 17. ali 16. stoletju pr. n. št., se pravi v drugem vmesnem obdobju Egipta. Ker je natančno datiranje v tem obdobju težavno, ni znano niti v katero dinastijo je spadal. 

## Kronološki položaj
Jakubherjeva umestitev v pravo vladarsko dinastijo je sporna. Različni znanstveniki v njem vidijo kralja Štirinajste dinastije, zgodnjega hiškega vladarja iz Petnajste dinastije ali vazala hiških kraljev. Dokazan je na nič manj kot 27 skarabejskih pečatih. Trije so iz Kanaana, štirje iz Egipta, eden iz Nubije, ostalih devetnajst pa je neznanega izvora. Velika geografska razpršenost pečatov kaže na trgovske stike med Nilovo delto, Kanaanom in Nubijo v drugem vmesnem obdobju.

### Štirinajsta dinastija
Štirinajsta egipčanska dinastija je bila kanaanska dinastija, ki je vladala v vzhodni Nilovi delti malo preden so v Egipt prišli Hiksi. Danski znanstvenik Kim Ryholt je Jakubherja uvrstil v pozno Štirinajsto dinastijo in zadnjega iz dinastije, ki je dokazan iz primarnih virov.
Ryholt svojo trditev utemeljuje z dvema glavnima dokazoma. Prvi je skarabejski pečat, ki so ga odkrili med izkopavanji v Tel šikmoni v sedanjem Izraelu. Arheološki kontekst pečata je datiran v obdobje MB IIB (srednja bronasta doba 1750 pr. n. št.–1650 pr. n. št.), kar pomeni, da je Jakubher datiran v Petnajsto dinastijo. Ker bi ime Jakubher lahko bilo zahodnosemitskega porekla in pomenilo »(tisti, ki ga) varuje Har«, bi vladar lahko spadal v Štirinajsto dinastijo.
Drugi Ryholtov argument temelji na zapažanju, da so se zgodnji hiški kralji, na primer Sakirhar, naslavljali Heka-Khavaset, kasnejši pa so privzeli egipčanski priimek Seuserenre, tako kot faraoni Štirinajste dinastije. Jakubher sam je vedno uporabljal priimek Meruserre, kar kaže, da je vladal bodisi na koncu Petnajste dinastije, bodisi je bil član azijske Štirinajste dinastije. Ker za konec Petnajste dinastije ni znano, da bi takrat vladal kakšen Meruserre, je Ryholt zaključil, da je Jakubher spadal v Štirinajsto dinastijo.

### Petnajsta dinastija
Daphna Ben Tor in Suzanne Allen ugotavljata, da so Jakubherjevi skarabejski pečati slogovno skoraj identični pečatom dobro dokumentiranega kralja Hajana iz Petnajste dinastije. To bi lahko pomenilo, da je bil Jakubher ali Hajanov neposredni naslednik v Petnajsti dinastiji ali njegov vazal, ki je vladal v delu Nilove delte.